# Dél-Szudán az olimpiai játékokon
Az újkori olimpiák történetében Dél-Szudán először a 2016. évi nyári olimpiai játékokon vett részt. Dél-Szudán Nemzeti Olimpiai Bizottsága a Nemzetközi Olimpiai Bizottság (NOB) 128. kongresszusán vált teljes jogú taggá, 2015. augusztus 2-án, Kuala Lumpurban, Malajziában.

## Története
Dél-Szudán 2011-ben, népszavazást követően vált függetlenné Szudántól. Szudán 1960-óta vett részt az olimpiai játékokon. A függetlenség elnyerését követően, a NOB szabályzata szerint Dél-Szudán nem vehetett részt a játékokon mindaddig míg Dél-Szudán Nemzeti Olimpiai Bizottsága nem válik teljes jogú tagjává a NOB-nak, illetve amíg legalább öt olimpiai sportág nemzetközi szövetségéhez nem csatlakozik az ország nemzeti szövetsége. Így, az első dél-szudáni olimpikon, Guor Marial a 2012. évi nyári olimpiai játékokon független részvevőként (IOA) indult férfi maratonfutásban, ahol a 47. helyen ért célba. A 2014. évi nyári ifjúsági olimpiai játékokon Margret Hassan ugyancsak független résztvevőként (IOA) indult női 400 méteres síkfutásban, ahol a 19. helyen végzet. 
2015-re Dél-Szudán atlétikai, kosárlabda, labdarúgó, kézilabda, cselgáncs, asztalitenisz és taekwondo nemzeti szövetsége csatlakozott az illető sportágak nemzetközi szövetségeihez. Dél-Szudán Nemzeti Olimpiai Bizottsága az említett sportágak szövetségeiből jött létre 2015. június 8-án. És ezzel elhárult minden akadálya annak, hogy 2015. augusztus 2-án teljes jogú NOB taggá váljon Dél-Szudán.

## Érmek a nyári olimpiai játékokon
| Olimpia              | Arany                         | Ezüst                         | Bronz                         | Összesen                      |
| 1960–2008            | Szudán részeként              | Szudán részeként              | Szudán részeként              | Szudán részeként              |
| 2012, London         | Független résztvevők soraiban | Független résztvevők soraiban | Független résztvevők soraiban | Független résztvevők soraiban |
| 2016, Rio de Janeiro | 0                             | 0                             | 0                             | 0                             |
| 2020, Tokió          | 0                             | 0                             | 0                             | 0                             |
| 2024, Párizs         | 0                             | 0                             | 0                             | 0                             |
| Összesen             | 0                             | 0                             | 0                             | 0                             |